# 東京成芝電気鉄道
東京成芝電気鉄道（とうきょうなりしばでんきてつどう）は大正末期から昭和初期にかけて計画された、東京と千葉県山武市を結ぶ私鉄（未成線）である。発起人のメンバーの中には、当時の東武鉄道社長の初代・根津嘉一郎も名を連ねていた。

## 概要
東京・東平井 - 中山 - 鎌ケ谷 - 印旛沼 - 成田 - 芝山 - 松尾を結ぶ路線として1925年（大正14年）4月に免許申請が行われた。発起人総代の小塚貞義は、金沢電気軌道（現・北陸鉄道）社長であったものの、多角経営により負債を増大させたことが株主の間で問題となり1924年（大正13年）に辞任した人物であった。小倉常吉、堀内良平、若尾璋八、渡辺勝三郎、窪田四郎、門野重九郎などの東京の実業家や成田町の旅人宿業三橋金太郎同じく梅屋旅館主小泉栄助芝山の観音教寺和田静貫の名がみられた。さらに1926年（大正15年）4月発起人追加許可願を提出した。馬越恭平、大川平三郎、徳田昂平、五島慶太、井上篤太郎、田中栄八郎、宇都宮政市、野呂寧、玉屋時次郎の名がみられた。
1927年（昭和2年）10月に印旛郡成田町 - 山武郡松尾町間の鉄道敷設免許が下付された。しかし成田 - 東京市間には既に省線（成田線）及び京成電車があり安食 - 東京市間の路線は詮議留保となったが政友会政権の我田引鉄による私鉄濫許により、12月に鉄道敷設免許が下付された。ところが11月に開かれた発起人会において先に免許された成田 - 松尾間を観音教寺和田静貫ほかを発起人とする団体に譲渡することを決議、1928年（昭和3年）7月に成田芝山電気鉄道（成芝急行電鉄に改称）へ譲渡することになった。安食-東平井間の免許も1929年（昭和4年）5月に春日俊文が発起人の印旛電気鉄道（成田急行電鉄に改称）に譲渡してしまう。しかし1930年（昭和5年）5月成芝急行電鉄（成田 - 松尾間）の免許は発起人が2派に分裂してしまい工事施工認可申請ができなかったため失効。成田急行電鉄も1931年に専務の船津貞三、常務の由比彦太郎が横領背任で告訴、1932年資本金を1000万円から100万円に減資するなどトラブル続き1940年（昭和15年）10月に起業廃止となってしまった。
同電鉄の計画ルートは、同じく未成線となった成田新幹線や、東京メトロ東西線の快速運転区間・千葉県営鉄道北千葉線（未成線）をはじめ、北総線の延伸として建設された京成成田空港線、また成田以東については芝山鉄道と重なる部分が多い。
東京側の東平井とは旧東京市の東端に位置する深川東平井町のことであり、現在の江東区東陽にあたる。ちなみに東武鉄道も亀戸から西平井への延伸構想があった。ここから東京市電の洲崎電停と接続することで都心への連絡が行えるというのが表向きの理由だった。前述の発起人の思惑で起点を曳舟に変更し、曳舟駅から東武鉄道に乗り入れ、浅草に達することも考えられていた。京成電気軌道（現・京成電鉄）とほぼ並行することから、京成はこの計画に対し激しく反発し、昭和初期の京成と東武の深刻な対立の一因ともなった。
また、この鉄道計画を物語るものとして、成田山近くに、同電鉄の成田における進出拠点だった「旧・蓬莱閣ホテル」（1926年築）の建物が残されていた。この建物はその後、大日本帝国海軍に接収され霞ヶ浦海軍病院成田分院、日本医療団成田地方病院、成田赤十字病院、成田山第一信徒会館となった後、2004年（平成16年）に成田山開基1070年整備事業による門前広場建設と建物の老朽化のために解体されている。
- 1927年（昭和2年）
  - 10月28日：東京成芝電気鉄道に対し鉄道免許状下付（印旛郡成田町 - 山武郡松尾町間）[17]
  - 12月2日：鉄道免許状下付（印旛郡安食町 - 東京市深川区東平井町間）[28]
- 1928年（昭和3年）
  - 7月9日：鉄道免許（印旛郡成田町 - 山武郡松尾町間）を成田芝山電気鉄道へ譲渡[29]
  - 8月8日：印旛電気鉄道に対し鉄道免許状下付（成田町 - 本杢村間）[30]
- 1929年（昭和4年）
  - 5月17日：鉄道免許（印旛郡安食町 - 東京市深川区東平井町間）を印旛電気鉄道へ譲渡[31]
  - 5月23日：印旛電気鉄道が成田急行電鉄に社名変更[32]
  - 7月1日：成田芝山電気鉄道が成芝急行電鉄に社名変更[32]
  - 12月：成田急行電鉄設立（資本金1000万円[注釈 18]本社 麹町区丸ノ内 代表取締役松浦厚伯爵、今西甚五郎[注釈 19]）[35]
- 1930年（昭和5年）11月8日：成芝急行電鉄免許失効（印旛郡成田町 - 山武郡松尾町間）[36]
- 1940年（昭和15年）10月2日：成田急行電鉄鉄道起業廃止（印旛郡安食町 - 東京市深川区東平井町間、成田町-本杢村間）[37]